# Vologda
Vologda (Вологда) oroszországi város, a Vologdai terület központja. Nevét, mely „tisztát” jelent, a rajta átfolyó Vologda folyóról kapta.
Népessége 290 046 (2002); 301 755 fő (a 2010. évi népszámláláskor).

## Története
Vologdát a novgorodi krónikában említik először 1147-ben, Szent Geraszim már talált itt egy templomot és falut. Az átjárhatatlan erdőségekkel körülvett települést a novgorodiak lakták, ők vontatták a hajókat a Volga egyik mellékfolyójáról az Északi-Dvina egyik mellékfolyójára, így teremtve összeköttetést a Fehér-tenger és a Kaszpi-tenger között.
A város csak 1412-ben tett szert jelentőségre, amikor a Novgorodi Köztársaság átadta a Moszkvai Fejedelemségnek. A fejedelmek megtették északi erődítményüknek. A század végére Vologda jelentősebb lett, mint a régió előző központja, Belozerszk.
Ebben az időben rendelte el Rettegett Iván, hogy a város székesegyházát, a Szent Zsófia-székesegyházat kőből építsék újjá. Az 1570-ben felszentelt katedrális abban az időben Oroszország egyik legnagyobb temploma volt. Gyönyörű freskóit a jaroszlavli Dimitrij Plehanov festette. 1654 és 1659 között nyolcszögletes alaprajzú harangtornyot kezdtek építeni hozzá, az építkezés a 19. századig tartott. A közelben lévő kincseskamrában (épült 1659-ben) ma múzeum található.
A városnak több 18. századi barokk temploma és egy 19. századi neoklasszikus kastélya is van.
Vologda történelmi belvárosától alig 2 kilométerre található a Szpaszo-Prilutszkij-kolostor, melyet 1371-ben alapított Szergej Radonyezsszkij vallásreformer egyik tanítványa. A kolostor, melynek védőszentje Dimitrij Donszkoj, gyorsan a környék legnagyobb földbirtokosává vált. Az ötkupolás székesegyházat 1537 és 1542 közt emelték. Az összes többi épület – a refektórium, a téli templom, a szent kapu barbikánnal – még a „zavaros idők” előtt épült. A zavaros időkben, a 16. és 17. század fordulójának felfordulása közepette a kolostort hol lengyelek, hol útonállók foglalták el. Miután az anarchia évei elmúltak, a vastag falakat és tornyokat helyreállították.
A szovjetek később elűzték a szerzeteseket és múzeumot alakítottak ki a kolostorban. A környék távoli településeiből több szép fabútor is idekerült.
Vologda egész Oroszországban ismert sajtjáról és vajáról. Ezenkívül itt született és halt meg a romantikus költő, Konsztantyin Batyuskov. Vologda szülötte Varlam Tyihonovics Salamov orosz író is, akit sokan a Gulag-irodalom Szolzsenyicinnél is jelentősebb szerzőjének tartanak.
A városban található még egy kisebb Nagy Péter-múzeum is.
Vologda Miskolc testvérvárosa. Miskolcon városrész viseli Vologda nevét.

## További információk

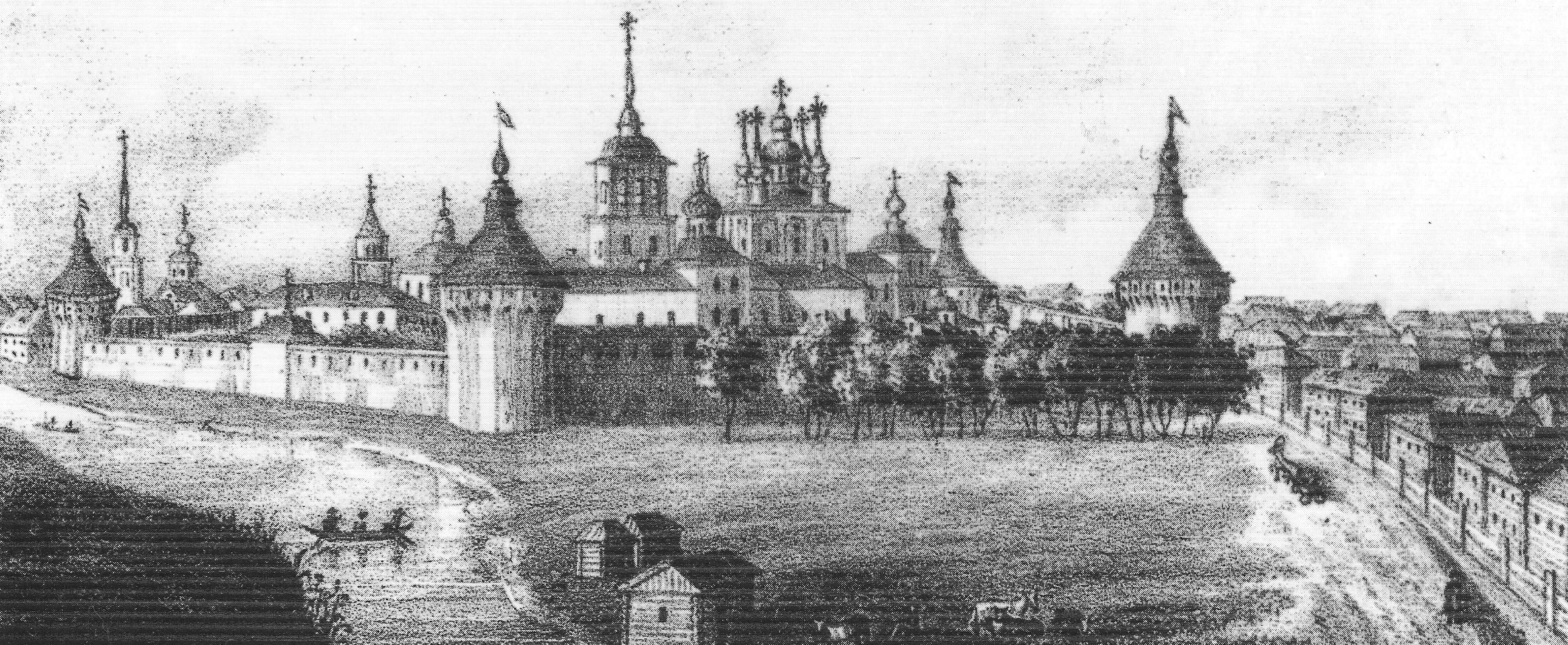
A kolostor a 19. század elején.

## Híres emberek
- Varlam Tyihonovics Salamov  komi származásúorosz író.